# Big Generator
Albums de Yes
9012Live: The Solos
(1985) Union
(1991)
Singles
1. Love Will Find a Way
Sortie : 14 septembre 1987
2. Rhythm of Love
Sortie : octobre 1987
3. Final Eyes
Sortie : février 1988

Big Generator est le douzième album studio du groupe de rock progressif britannique, Yes. Il est sorti le 17 septembre 1987 sur le label  Atco et est produit par Yes, Trevor Horn, Trevor Rabin et Paul DeVilliers. 

## Historique
Dans la même lignée que 90125, il n'obtient cependant pas le même succès. Toutefois, l'album souffre d'une surproduction, trop de producteurs et d'ingénieurs sans compter les assistants ingénieurs, ont effacé et gommé le son du groupe. D'ailleurs, aussitôt terminée la tournée qui suit l'album, le chanteur Jon Anderson se met à travailler à la formation du groupe Anderson Bruford Wakeman Howe, pour retrouver une sonorité plus proche du Yes classique. Une section de cuivres est utilisée sur la chanson Almost Like Love ainsi qu'un harmoniciste sur Love Will Find a Way. 
L'album se classé 15e au Billboard 200 et 17e au UK Albums Chart. 
Les singles Love Will Find a Way et Rhythm of Love se classent respectivement en 30e et 40e position du Billboard Hot 100.

## Liste des titres
| 1. | Rhythm of Love     | Tony Kaye, Trevor Rabin, Jon Anderson, Chris Squire | 4:47 |
| 2. | Big Generator      | Rabin, Kaye, Anderson, Squire, Alan White           | 4:33 |
| 3. | Shoot High Aim Low | White, Kaye, Rabin, Anderson, Squire                | 7:01 |
| 4. | Almost Like Love   | Kaye, Rabin, Anderson, Squire                       | 4:58 |

| 5. | Love Will Find a Way                      | Rabin                                | 4:50 |
| 6. | Final Eyes                                | Rabin, Kaye, Anderson, Squire        | 6:25 |
| 7. | I'm Running                               | Rabin, Squire, Anderson, Kaye, White | 7:37 |
| 8. | Holy Lamb (Song for Harmonic Convergence) | Anderson                             | 3:19 |

| 9.  | Love Will Find a Way (Edited Version)    | Rabin                         | 4:18 |
| 10. | Love Will Find a Way (Extended Version)  | Rabin                         | 7:11 |
| 11. | Rhythm of Love (Dance to the Rhythm Mix) | Kaye, Rabin, Anderson, Squire | 6:55 |
| 12. | Rhythm of Love (Move to the Rhythm Mix)  | Kaye, Rabin, Anderson, Squire | 4:26 |
| 13. | Rhythm of Love (The Rhythm of Dub)       | Kaye, Rabin, Anderson, Squire | 7:50 |

## Musiciens
D'après le livret accompagnant l'album :
- Jon Anderson : chant
- Trevor Rabin : guitares, claviers, choeurs, arrangement des cordes
- Tony Kaye : claviers
- Chris Squire : basse, chœurs
- Alan White : batterie, percussions, chœurs

### Musiciens additionnels
- Lee R. Thornburg : cuivres sur Almost like love
- Greg Smith : cuivres sur Almost like Love
- Nik Lane : cuivres sur Almost like Love
- James Zavala : cuivres sur Almost like Love, harmonica sur Love Will Find a Way
- Kim Bullard : programmation des claviers

## Production
- Produit par Yes, Trevor Rabin, Trevor Horn & Paul De Villiers
- Mixé par : Trevor Rabin
- Ingénieurs : Paul De Villiers et Alan Goldberg (Lark Recording Studios), Dave Meegan, Trevor Rabin, John Jacobs, Paul Massey, David Glover
- Assistants Ingénieurs :  Mike « Spike » Drake, Stuart Breed, Brian Soucy, Lois Oki, Julie Last, Jimmy Preziosi, Mike Kloster

## Charts et certifications

### Album
Charts
| Pays                          | Durée du classement | Meilleur classement | Date             |
| ----------------------------- | ------------------- | ------------------- | ---------------- |
| Allemagne (GfK Entertainment) | 9 semaines          | 25e                 | 26 octobre 1987  |
| Canada (RPM)                  | 20 semaines         | 14e                 | 21 novembre 1987 |
| États-Unis (Billboard 200)    | 30 semaines         | 15e                 | 7 novembre 1987  |
| Italie (FIMI)                 | 1 semaine           | 25e                 | 9 novembre 1987  |
| Pays-Bas (MegaCharts)         | 5 semaines          | 18e                 | 17 octobre 1987  |
| Royaume-Uni (UK Albums Chart) | 5 semaines          | 17e                 | 4 octobre 1987   |
| Suède (Sverigetopplistan)     | 4 semaines          | 14e                 | 14 octobre 1987  |
| Suisse (Schweizer Hitparade)  | 3 semaines          | 22e                 | 25 octobre 1987  |

Certifications
| Pays       | Certification | Ventes      | Date          |
| ---------- | ------------- | ----------- | ------------- |
| États-Unis | Platine       | 1 000 000 + | 29 avril 1988 |

### Singles
| Single               | Chart                    | Durée du classement | Position | Date              |
| -------------------- | ------------------------ | ------------------- | -------- | ----------------- |
| Love Will Find a Way | (Hot 100)                | 19 semaines         | 30e      | 28 novembre 1987  |
| Love Will Find a Way | (Mainstream Rock Tracks) | —                   | 1er      | 10 octobre 1987   |
| Love Will Find a Way | (RPM Top Singles)        | 11 semaines         | 30e      | 21 novembre 1987  |
| Love Will Find a Way | (UK Singles Chart)       | 2 semaines          | 73e      | 27 septembre 1987 |
| Rhythm of Love       | (Hot 100)                | 12 semaines         | 40e      | 6 février 1988    |
| Rhythm of Love       | (Mainstream Rock Tracks) | —                   | 1er      | 14 novembre 1987  |
| Shoot High Aim Low   | (Mainstream Rock Tracks) | —                   | 9e       | 16 janvier 1988   |
| Final Eyes           | (Mainstream Rock Tracks) | —                   | 16e      | 12 mars 1988      |